# عرقون ثلجي
عرقون ثلجي (الاسم العلمي:Euphrasia nivalis) هو نوع غير مؤكد من النباتات يتبع جنس العرقون من الفصيلة الهالوكية.